# Alfredo Marchionneschi
Alfredo Marchionneschi (Bruges, 3 ottobre 1907 – Genova, 15 agosto 1981) è stato un calciatore italiano, di ruolo attaccante.
In carriera ha totalizzato complessivamente 124 presenze e 33 reti in Serie A e 55 presenze e 28 reti in Serie B.

## Caratteristiche tecniche
Giocava come ala.

## Carriera
Formatosi in club calcistici minori del genovesato, come l'Esperia Rivarolo e la Sestrese, fu ingaggiato dal Genoa nella stagione 1927-1928. Esordì con il Genoa l'8 dicembre 1927 nella vittoria casalinga per 3-0 contro il Napoli; questa sua prima esperienza con i rossoblu non fu proficua, riuscendo a scendere in campo solo due volte.
La stagione seguente è alla SPAL mentre l'anno successivo viene ingaggiato dal Foggia.
Nel 1932 si trasferisce nel capoluogo pugliese, e in quella stagione fu il migliore cannoniere del Bari, con 8 reti.
Terminata l'esperienza barese, torna nel 1936, al Genoa, ottenendo il quarto posto nella classifica dei cannonieri della stagione 1936-1937, con 16 reti; nella stessa stagione vinse anche la Coppa Italia con i rossoblu, disputando la finale.
Passato al Novara, disputa con i piemontesi la finale del 18 maggio 1939 di Coppa di Italia, sfida che la sua squadra perse contro l'Ambrosiana Inter per 2-1: segna il gol dei piemontesi.
Risulta essere il secondo miglior cannoniere della storia del Foggia, stabilendo nella stagione 1931-1932 il record di marcature in un campionato per il Foggia, con 29 reti, oltre che il giocatore ad avere segnato più gol in una gara, 5, in una vittoria esterna contro il Brindisi per 7-2.

## Palmarès

### Club

#### Competizioni nazionali
- Serie B: 1

Bari: 1934-1935 (girone orientale)
- Coppa Italia: 1

Genoa: 1936-1937